# Elles deux (téléfilm)
Pour les articles homonymes, voir Elles deux.
Pour plus de détails, voir Fiche technique et Distribution.
Elles deux est un téléfilm français réalisé par Renaud Bertrand d'après un scénario d'Ève de Castro et Sylvain Saada.
Cette fiction dramatique est une coproduction de La Boîte à Images et de France Télévisions,,,,.
Au Festival CreaTVty de Sète en octobre 2024, le jury présidé par Nadia Farès décerne le prix d'interprétation conjointement à Sylvie Testud et Meriem Serbah, deux actrices qui reçoivent également le prix de la meilleure interprétation féminine au Festival TV de Luchon 2025, où Léa Castel et Yoan Chirescu remportent par ailleurs le prix de la meilleure musique originale.

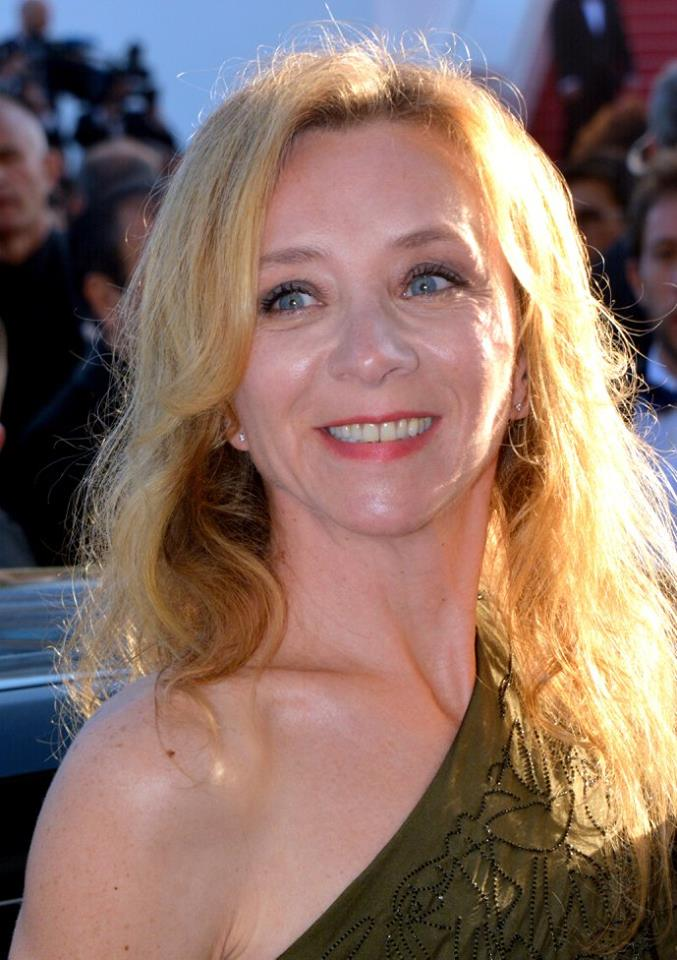
Sylvie Testud.

## Fiche technique
Sauf indication contraire, les informations mentionnées dans cette section peuvent être confirmées par la base de données cinématographiques Allociné,  présente dans la section « Liens externes ».
- Titre français : Elles deux
- Réalisation : Renaud Bertrand[1],[2],[7],[8],[3],[5]
- Scénario : Ève de Castro et Sylvain Saada[1],[8],[3],[4]
- Musique : Léa Castel et Yoan Chirescu[4]
- Décors : Sylvie Monbel[4]
- Photographie : Vincent Warin[4]
- Son : Renaud Michel[4]
- Montage : Caroline Lefevre[4]
- Production : Mathilde Muffang[3],[4]
- Sociétés de production : La Boîte à Images et France Télévisions[1],[2],[3],[5]
- Pays de production :  France
- Langue originale : français
- Format : couleur
- Genre : Drame
- Durée : 90 minutes

## Distribution
- Sylvie Testud : Sandrine
- Meriem Serbah : Hasna
- Kassim Lemaitre : Hicham, le petit-fils de Sandrine et Hasna
- Adel Bencherif : commissaire Samir Schraïbi

## Production

### Genèse et développement
Le scénario est de la main d'Ève de Castro et Sylvain Saada, et la réalisation est assurée par Renaud Bertrand,,,,,,,,.
La production est assurée par La Boîte à Images et France Télévisions,,,.
Le téléfilm est présenté en compétition au Festival TV de Luchon 2025.

### Tournage
Le tournage se déroule du 22 janvier au 16 février 2024 à Lille et dans ses environs,,,,,.

## Distinctions
- Festival CreaTVty de Sète 2024 : prix d'interprétation pour Sylvie Testud et Meriem Serbah[6]
- Luchon Festival 2025 : 
  - meilleure interprétation féminine pour Sylvie Testud et Meriem Serbah[12]
  - meilleure musique originale pour Léa Castel et Yoan Chirescu